# La Cluse-et-Mijoux
La Cluse-et-Mijoux – miejscowość i gmina we Francji, w regionie Burgundia-Franche-Comté, w departamencie Doubs.
Według danych na rok 1990 gminę zamieszkiwało 1067 osób, a gęstość zaludnienia wynosiła 47 osób/km² (wśród 1786 gmin Franche-Comté La Cluse-et-Mijoux plasuje się na 156. miejscu pod względem liczby ludności, natomiast pod względem powierzchni na miejscu 84.).